# Дёйе
Дёйе́ (фр. Deuillet) — коммуна во Франции, находится в регионе Пикардия. Департамент коммуны — Эна. Входит в состав кантона Тернье. Округ коммуны — Лан.
Код INSEE коммуны — 02262.

## Население
Население коммуны на 2010 год составляло 234 человека.
| 1962 | 1968 | 1975 | 1982 | 1990 | 1999 | 2010 |
| ---- | ---- | ---- | ---- | ---- | ---- | ---- |
| 105  | 100  | 108  | 149  | 159  | 165  | 234  |

## Экономика
В 2010 году среди 148 человек трудоспособного возраста (15—64 лет) 107 были экономически активными, 41 — неактивными (показатель активности — 72,3 %, в 1999 году было 74,8 %). Из 107 активных жителей работали 96 человек (53 мужчины и 43 женщины), безработных было 11 (5 мужчин и 6 женщин). Среди 41 неактивных 8 человек были учениками или студентами, 13 — пенсионерами, 20 были неактивными по другим причинам.